# Jamno (powiat łowicki)
Jamno – wieś w Polsce, położona w województwie łódzkim, w powiecie łowickim, w gminie Łowicz.
| SIMC    | Nazwa             | Rodzaj    |
| ------- | ----------------- | --------- |
| 0730170 | Działki Nowińskie | część wsi |
| 0730187 | Góry Jamnieńskie  | część wsi |
| 0730193 | Nowiny            | część wsi |
| 0730201 | Smolarnia         | część wsi |
| 0730218 | Smug              | część wsi |
| 0730224 | Stara Wieś        | część wsi |
| 0730230 | Szwaby            | część wsi |

Do 1953 r. miejscowość była siedzibą gminy Dąbkowice, a w latach 1953–1954 gminy Jamno. W latach 1975–1998 miejscowość administracyjnie należała do województwa skierniewickiego. Przez wieś przebiega droga wojewódzka nr 704.